# The Great Bertholinis
The Great Bertholinis ist eine deutsche Band aus Nürnberg.
Songschreiber sind Özgür Kantar und Steffen Zimmermann. Nach Eigendarstellung entstammt die Band einer alten Künstlerdynastie aus dem ungarischen Dorf „Átánly“. Allerdings heißt es in der Bandbiografie im weiteren Verlauf ironisierend „Ob diese und wie viel dieser Geschichte wahr ist […], ist am Ende egal […]“.
Gastmusiker bei den Aufnahmen zum Debüt-Album Objects Travel in More Than One Direction waren Jochen Hesch an der akustischen Gitarre und Leif Sommermeyer (The Broken Beats) am Klavier.

## Stil
Der Stil des „Indie-Brass-Ensembles“ wird als „ein Mix aus Indie-Rock und osteuropäischer Blasmusik-Polka mit Hang zur Melancholie“ beschrieben. Mit Pauken, Trompeten, Banjo und Balalaika versöhne es die ungarische „euphorische Melancholie und folkloristische Spielwut“ mit „moderner Independent-Musik westlicher Prägung“. Die Band selbst schreibt: „Zwischen Polka und Bluegrass, zwischen Revue und Spiritual blüht die kosmopolitische Folklore und fordert Tradition.“

## Auszeichnungen
- 2009: Internationaler Balcony-TV-Award als Best New Act 2009[8]
- 2011: Nürnberg-Stipendium aus dem Preis der Stadt Nürnberg[9]

## Diskografie
Alben
- 2006: Objects Travel in More Than One Direction (Hazelwood Vinyl Plastics)[5]
- 2009: Planting a Tree Next to a Book (Hazelwood Vinyl Plastics)[10]
- 2010: Gradual Unfolding of a Conscious Mind – Part 3 (Hazelwood Vinyl Plastics)[8]
- 2014: Brothers & Devils (Stargazer Records)[11]